# Muzica populară românească
Muzica populară românească reprezintă un gen muzical distinct, situat între folclorul muzical și muzica de consum, orientată pe direcția comercială (mainstream). Termenul se opune muzicii tradiționale, văzută de Grigore Leșe ca fiind baza pe care se constituie muzica populară, însă de o vechime mai mare și mai puțin supusă influențelor pasagere, comerciale.